# Robert Baer
Robert „Bob“ Booker Baer (* 11. Juli 1952 in Los Angeles County) ist ein ehemaliger Mitarbeiter des US-amerikanischen Nachrichtendienstes CIA. Er ist Autor mehrerer Bücher, in denen er seine Erfahrungen im Dienst der CIA dokumentierte.

## Leben
Baer wuchs bis zum Alter von 9 Jahren in Kalifornien auf, dann trennte sich seine Mutter, Politik-Professorin an der UCLA, von seinem Vater und reiste mit dem Kind durch Europa und Russland. 1964 zogen sie nach Aspen, Colorado, wo Baer von einer Karriere als Profi-Skifahrer träumte. Nach schwachen schulischen Leistungen schickte ihn seine Mutter auf die Culver Military Academy, ein Internat in Indiana. Nach eigenen Angaben besuchte er später 12 verschiedene Universitäten. 1976 machte Baer seinen Abschluss an der School of Foreign Services der Georgetown University; an der University of California at Berkeley studierte er Chinesisch.
Baer trat 1976 in die CIA ein. Direkt nach seinem Eintritt absolvierte er ein einjähriges Training, welches eine viermonatige paramilitärische Ausbildung einschloss. Einsatzorte während seiner Arbeit waren der Nordirak, Duschanbe, Rabat, Beirut, Khartum, Paris und Neu-Delhi. Seine Aufgabe bestand in der Infiltrierung von Organisationen wie Hisbollah und Al-Qaida; er wurde Operationsleiter. Baer spricht neben seiner englischen Muttersprache fließend Arabisch, Persisch, Französisch und Deutsch.
1997 verließ er die CIA nach erfolglosen Versuchen, die US-Regierung unter Bill Clinton zur Unterstützung des Aufstandes gegen den irakischen Staatschef Saddam Hussein zu bewegen. Er wurde bei seinem Austritt mit der Career Intelligence Medal ausgezeichnet. In seinem 2002 erschienenen Bestseller See no Evil (dt. Der Niedergang der CIA) dokumentierte Baer seine während der Arbeit für die CIA gesammelten Erfahrungen.
Baers Werke See No Evil und Sleeping with the Devil lieferten die Vorlage für den 2005 fertiggestellten Film Syriana. Die Filmfigur Bob Barnes (gespielt von George Clooney) wurde Robert Baer nachempfunden. 2005 war Baer Co-Autor und Präsentator des Dokumentarfilms The Cult of the Suicide Bomber, der im Jahr darauf für den Emmy nominiert wurde. Er präsentierte auf dem History Channel die Sendung "Hunting Hitler", in der deutschen Fassung "Hitlers Flucht – Auf der Suche nach Hitler".

## Veröffentlichungen
- See No Evil: The True Story of a Ground Soldier in the CIA’s War on Terrorism. Crown Publishing Group, 2002, ISBN 0-609-60987-4
  - Auszug im Guardian, 12. Januar 2002
  - Der Niedergang der CIA. Der Enthüllungsbericht eines CIA-Agenten. Bertelsmann, München 2002, ISBN 3-570-00676-X; Goldmann, München 2003, ISBN 3-442-15256-9
- Sleeping With the Devil: How Washington Sold Our Soul for Saudi Crude. Crown Publishing Group, 2003, ISBN 1-400-05021-9
  - Interview mit BuzzFlash, 12. September 2003
  - Die Saudi-Connection. Wie Amerika seine Seele verkaufte. Bertelsmann, München 2004, ISBN 3-570-00807-X; Goldmann, München 2005, ISBN 3-442-15334-4
- Blow the House Down: A Novel. Crown Publishing Group, 2006, ISBN 1-400-09835-1
- The Devil We Know: Dealing with the New Iranian Superpower, Crown Publishing Group, 2008, ISBN 0-307-40864-7
- The Company We Keep: A Husband-and-Wife True-Life Spy Story, Crown Publishing Group, 2011, ISBN 978-0307588159
- The Perfect Kill: 21 Laws for Assassins, 2014, ISBN 978-0399168574
- The Fourth Man: The Hunt for a KGB Spy at the Top of the CIA and the Rise of Putin's Russia, Hachette Books, 2022, ISBN 978-0-306-92560-3